# Photinia cuspidata
Photinia cuspidata är en rosväxtart som först beskrevs av Antonio Bertoloni, och fick sitt nu gällande namn av N.P. Balakrishnan. Photinia cuspidata ingår i släktet Photinia och familjen rosväxter. Inga underarter finns listade i Catalogue of Life.